# Preejakulát

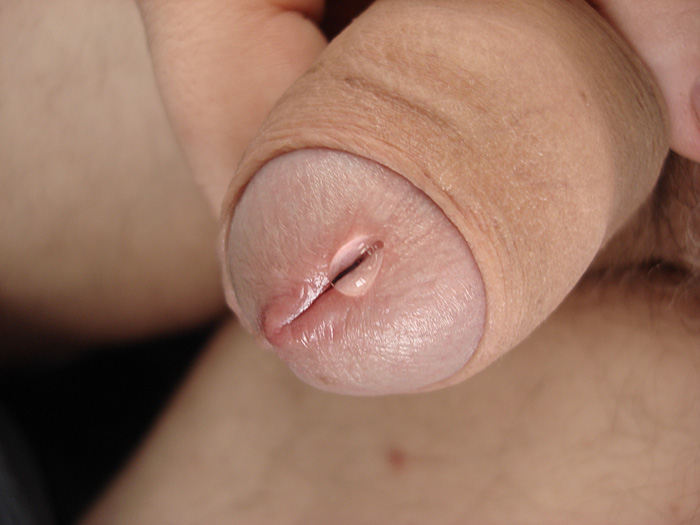
Preejakulát na mužském penisu

Preejakulát (známý také jako preejakulační tekutina nebo Cowperova tekutina, též kapka touhy) je čirá, bezbarvá viskózní tekutina vylučovaná močovou trubicí mužského penisu při sexuálním vzrušení.

## Původ a složení
Kapalina je vylučována během sexuálního vzrušení, masturbace, předehry nebo v časné fázi pohlavního styku, nějaký čas před tím, než dojde k orgasmu a je vystříknuto sperma. Preejakulát je primárně produkován Cowperovými žlázami (bulbouretrálními žlázami) společně s Littréovými žlázami.
Množství tekutiny, které muž uvolní, je velmi individuální a může se v širokém rozsahu lišit. Někteří muži preejakulát vůbec nevytvářejí , někteří ho naopak uvolní až 5 ml.
Preejakulát obsahuje některé chemické látky spojované se spermatem, jako je acidofosfatáza. Některé ejakulátové markery, například gammaglutamyltransferáza, v preejakulátu zcela chybí.

## Funkce
Kyselé prostředí je pro spermie nepřátelské. Preejakulát neutralizuje zbytkovou kyselost v močové trubici, způsobenou močí, a vytváří dobré prostředí pro průchod spermií. Pochva je normálně kyselá; přítomnost preejakulátu před uvolněním spermií může změnit vaginální prostředí tak, aby mohly spermie lépe přežít.
Preejakulát působí také jako lubrikant během pohlavního styku a hraje roli při koagulaci spermatu.

## Rizika
Studie dokázaly přítomnost viru HIV v preejakulátu, což může vést k onemocnění AIDS.
Mnoho autorů také podotýká, že preejakulát může obsahovat spermie, které mohou způsobit otěhotnění, a používají toto jako argument proti metodě přerušovaného styku jako formy antikoncepce. Širších studií zaměřených na přítomnost spermií v preejakulátu je pomálu. Starší výzkumy přítomnost spermií neprokázaly , novější studie však tuto možnost připouští (u třetiny zkoumaných subjektů se v preejakulátu našly mobilní spermie). 
Spermie v preejakulátu mohou pocházet z předchozí ejakulace, protože jisté množství ejakulátu vždy po orgasmu zůstane v trubici.

## Nadprodukce
Malé množství mužů je obtěžováno množstvím preejakulátu, které produkují. Jeden lékař popisoval pacienta, který byl v rozpacích z toho, že mu tekutina "prosakovala skrz kalhoty během líbání nebo jiné mírné erotické stimulace". V několika případech byly zaznamenány uspokojivé výsledky, když byli takoví muži léčeni inhibitorem 5-alfa-reduktázy.
V takových případech jeden z lékařů doporučil uvažovat o diferenciální diagnóze prostatorrhey, vylučování prostatického sekretu během úsilí spojeného s močením nebo stolicí.

## Náboženské postoje
V sunnitském islámu může vylučování preejakulátu vyžadovat rituální očištění (ovšem pouze jeho mírnější formu, tzv. wudu, nikoli závažnější formu ghusl, jakou vyžaduje vyloučení spermatu – rituální očištění spočívá v omytí částí těla vodou). V mnoha jiných náboženstvích je preejakulát bez významu.